# Liste der Kulturdenkmale in Rohrberg (Eichsfeld)
Die Liste der Kulturdenkmale in Rohrberg umfasst die als Ensembles, Einzeldenkmale und Bodendenkmale erfassten Kulturdenkmale in der thüringischen Gemeinde Rohrberg und ihrer Ortsteile (Stand: 11. Februar 2025).
Die Angaben in der Liste ersetzen nicht die rechtsverbindliche Auskunft der zuständigen Denkmalschutzbehörde.

## Legende
- Bild: zeigt ein Bild des Kulturdenkmals und gegebenenfalls einen Link zu weiteren Fotos des Kulturdenkmals im Medienarchiv Wikimedia Commons
- Bezeichnung: Name, Bezeichnung oder die Art des Kulturdenkmals
- Lage: Wenn vorhanden Straßenname und Hausnummer des Kulturdenkmals; Grundsortierung der Liste erfolgt nach dieser Adresse. Der Link Karte führt zu verschiedenen Kartendarstellungen und nennt die Koordinaten des Kulturdenkmals.
 Kartenansicht, um Koordinaten zu setzen – in dieser Kartenansicht sind Kulturdenkmale ohne Koordinaten mit einem roten bzw. orangen Marker dargestellt und können in der Karte gesetzt werden. Kulturdenkmale ohne Bild sind mit einem blauen bzw. roten Marker gekennzeichnet, Kulturdenkmale mit Bild mit einem grünen bzw. orangen Marker.
- Datierung: gibt das Jahr der Fertigstellung beziehungsweise das Datum der Erstnennung oder den Zeitraum der Errichtung an
- Beschreibung: bauliche und geschichtliche Einzelheiten des Kulturdenkmals, vorzugsweise die Denkmaleigenschaften
- ID: Die ID identifiziert das Kulturdenkmal eindeutig. In Thüringen sind aktuell keine IDs veröffentlicht. In der ID-Spalte kann sich auch folgendes Icon  befinden, dies führt zu Angaben zu diesem Kulturdenkmal bei Wikidata.

## Einzeldenkmale
| Bild                                    | Bezeichnung                                                                         | Lage                                                                        | Datierung | Beschreibung | ID |
| --------------------------------------- | ----------------------------------------------------------------------------------- | --------------------------------------------------------------------------- | --------- | ------------ | -- |
| Direkt Bild zu diesem Denkmal hochladen | Anger mit Angertisch, Einfriedung und Baumbestand                                   | Am Anger o. Nr. Flur 1 / Flurstück(e) 113                                   |           |              |    |
| Direkt Bild zu diesem Denkmal hochladen | Wohnhaus                                                                            | Dorfstraße 28 Flur 1 / Flurstück(e) 47/3                                    |           |              |    |
| Direkt Bild zu diesem Denkmal hochladen | Wohnhaus mit Torhaus                                                                | Dorfstraße 29 Flur 1 / Flurstück(e) 39/4                                    |           |              |    |
| Direkt Bild zu diesem Denkmal hochladen | Wohnhaus                                                                            | Dorfstraße 59 Flur 1 / Flurstück(e) 173/72                                  |           |              |    |
| Direkt Bild zu diesem Denkmal hochladen | Bildstock                                                                           | Dorfstraße o. Nr. Feldmark Richtung Rustenfelde Flur 2 / Flurstück(e) 10    |           |              |    |
| Direkt Bild zu diesem Denkmal hochladen | Bildstock                                                                           | Dorfstraße o. Nr. Ortsausgang Richtung Freienhagen Flur 3 / Flurstück(e) 43 |           |              |    |
| Direkt Bild zu diesem Denkmal hochladen | Wohnhaus mit Torhaus und Scheune                                                    | Ischenröder Straße 58 Flur 1 / Flurstück(e) 75/4                            |           |              |    |
| Direkt Bild zu diesem Denkmal hochladen | Pfarrhof                                                                            | Kirchstraße 61 Flur 1 / Flurstück(e) 64/3                                   |           |              |    |
| weitere Bilder Fotos hochladen          | Kirche mit Ausstattung, Kirchhof und Einfriedung / Kath. Pfarrkirche St. Pankratius | Kirchstraße o. Nr. Flur 1 / Flurstück(e) 60/8 (Karte)                       |           |              |    |

## Bodendenkmale
| Bild                                    | Bezeichnung                | Lage                                                                                     | Datierung | Beschreibung | ID |
| --------------------------------------- | -------------------------- | ---------------------------------------------------------------------------------------- | --------- | ------------ | -- |
| Direkt Bild zu diesem Denkmal hochladen | Bildstock                  | Am Ortsausgang nach Freienhagen, 500 m vom Ort an Wegegabelung. Flur 3 / Flurstück(e) 43 |           |              |    |
| Direkt Bild zu diesem Denkmal hochladen | Wallburg 'Die Schnellecke' | ca. 0,6 km südwestlich des Ortes Rohrberg Flur 1 / Flurstück(e) 30                       |           |              |    |